# Bartramia madurensis
Bartramia madurensis là một loài rêu trong họ Bartramiaceae. Loài này được Dixon & P. de la Varde mô tả khoa học đầu tiên năm 1925.